# NGC 3150
NGC 3150 is een spiraalvormig sterrenstelsel in het sterrenbeeld Kleine Leeuw. Het hemelobject werd op 1 februari 1886 ontdekt door de Franse astronoom Guillaume Bigourdan.

## Synoniemen
- MCG 7-21-17
- ZWG 211.19
- PGC 29789